# 海上護衛總司令部
海上護衛總司令部（日语：／ Kaijō Goē Sōshirēbu ?）是旧日本海軍在太平洋战争后期设立、专司通商护卫的机构。
海上护卫总司令部虽然是正式名称，不过很多时候也会被人称为海上护卫总队（日语：／），简称海护总队（日语：／）。

## 历史

### 背景
1941年（昭和16年）太平洋战争爆发前，日本开始构思在对美战争期间，立足于南方的资源，建立长期持久作战的作战方针。但是即使如此，战前日本海军对于战时如何护卫航线、确保从南方向本土运送资源的防卫战略几乎没有过认真的准备。另一边，美國海軍决定了，要在对日战争期间遮断日本的海上航线，对日本进行海上封锁，以打击日本继续进行战争的能力。太平洋战争初期，日本迅速击败准备不足的盟军，取得了初期战斗的胜利，盟军仓促间没能对日本的海上航运造成太大损害，导致日本一直没有对航运保护出台有力的政策。
随着战争的发展，聯合艦隊的作战地域扩大，物流运输也随之增加。联合舰队以主战作战为主，要在如此宽广的区域进行航运保护，联合舰队实在不堪重负。因此日本海军内要求从联合舰队中分拨部分兵力，组建专门的护卫部队的呼声日益高涨。反对者认为日本海军的预备兵力并不充足，针对此论，时任联合舰队参谋藤井茂力排众议，在海军内部再三游说，终于实现了专门的护卫部队。1942年4月10日，日本海军从联合舰队麾下拨出部分部队成立第一、第二海上護衛隊，加上从各镇守府、警備府抽调出来的战力，代替联合舰队，从事外海护卫任务。其中，第一海上护卫队负责从日本本土到新加坡的航线，第二海上护卫队负责从本土到楚克群島（又译特鲁克群岛）的航线，战力包括少量旧式驱逐舰以及由商船改造而来的炮舰。
战争期间日本陸軍曾经针对护航问题向海军作出过提议，1942年9月，陆军设想要设计建造专门向前线进行运输的潜艇，1943年又再次建议，以TL运油船加装全通飞行甲板，改造成简易的护航航空母舰。而海军对此不以为然：对于前者，海军认为潜艇应该专心进行舰队攻击的本业；而后者，海军认为陆基护航战机已经足够胜任。陆军于是撇开海军，自行研发建造了三式潜航輸送艇，等到陆军的船舶司令部都已经运用了一年多以后，海军自己的运输潜艇才姗姗来迟。至于护航航母，海军在中途岛海战受到挫折，航母部队折损严重，才同意在高速油轮的基础上建造特TL型护航航母，但等到1945年战争末期才建造完成第一艘。
1943年（昭和18年），美军开始对日本展开大规模的通商航运破坏作战，日本的海运船只损失激增。因为海上交通受到破坏，日本从南方向本土运送的物资大大减少，不光是作战部队的补给，还是国内的工业生产和国民的生活，都受到了严重的影响。

### 设立
1943年6月25日，日本海军设立了海军运输本部、运输部。同年11月1日，海上护卫总司令部（以下简称为海护总队）成立。12月15日，第901海军航空队划入海护总队，同时计划编入四艘特设航空母舰（即由商船改装而来的护航航母）。然而下属的护卫舰艇（特别是驱逐舰、海防舰）大多是二线舰艇。
海护总队为了弥补自身战力的不足，构思了“航路带构想”，即在一定的海域内设立安全航线，集中进行防备。1943年11月，司令长官及川古志郎海军大将指示实施这一构想，并得到了军令部的支持。作战参谋大井笃等提出，“设立潜艇阻止带，营造安全海域，积极实现自由航行。要在这一带的岛屿及陆地建立水雷防线，远海地区要在附近设立陆地岗哨。并用雷达（电探）、水听器等进行长时间监视”。12月中旬，这一提案在东海进行实施。鉴于舰艇不足，海护总队提议大规模布雷，并计划挪用原本储备着、预定用于对苏战争的两万颗水雷。军令部反对此举，但海护总队还是在1944年1月到1945年2月间持续进行布雷。因为水雷产能有限，预想中的水雷带始终未能完全建立起来。这种勉强弄成的水雷带反而为盟军所利用；美军太平洋舰队潜艇司令查尔斯·洛克伍德海军中将就表示，“（我军获得了）敌军水雷区域的完整情报，这与其说是服务于敌军，倒不如说是服务于我军。日本舰船由此航行在狭窄的航道上，非常容易发现和击沉”。甚至盟军还用轰炸机进行布雷，把日军的水雷带的漏洞给主动补上，导致到了1945年日本战败前夕，日本舰船离开近海试图前往南方几乎成了自杀式行为。

### 活动
1944年8月18日，比71船队在吕宋岛西北岸遭到盟军袭击。当晚比71船队由航母大鷹、驱逐舰藤波以及数艘海防舰进行护卫，试图突破美军潜艇封锁。当晚日军即损失大鹰及运输船、油轮4艘，加上后续的一系列战斗，还损失了另两艘驱逐舰和3艘海防舰。8月25日雲鷹、9月17日神鷹相继损失。10月运输船队的损失达到了顶峰，此后几无可用之船。
1945年（昭和20年），日本海军成立第七艦隊，试图保护西内海的航路安全。
到1945年3月底，已经没有任何石油和稀有金属能运进日本本土。战争开始前日本拥有的规模世界第3、总计达600万吨的运输船队，到日本战败时，已经仅仅剩下30余万吨。

### 总结
日本的海上护卫战的失败，主要归因于护航舰艇数量不足、同时无法编组起大规模的护航运输队，导致损失大幅度增加。同时，美军潜艇能侦测到日本运输船队的定时发送的信息，对日本舰船的行动、状况、位置了如指掌，成为对日海上交通破袭战能成功的关键因素之一，否则美军将会需要数量多得多的潜艇以在茫茫的太平洋上搜索日本舰船；而日军负责指导海上护卫的幕僚对于美军的战果，往往认定这仅出于运气或优秀的判断，却轻视了对美军潜艇战力的计算，从而没能发现通信情报的泄露：若是没有相关情报而要想取得如此的战果，美军必须投入比实际规模要远远庞大得多的潜艇部队。再一个就是日本海军长期以来对潜艇的定位侧重于舰队决战，极力追求更大的航程、更强的氧气鱼雷，却缺乏对潜艇用于航路破袭的战术的研究，故此在面临敌方的潜艇破袭战时，毫无成熟的应对准备。战时曾任美军太平洋舰队司令的切斯特·威廉·尼米兹海军元帅曾对此评论道，“遍览古今中外，一点都没有理解到最主要的兵器的真正潜力而就加以运用的事情，其实并不多，而二战日本对潜艇的运用就是其中最典型的一个例子”。
日本的运输船队因为依赖陆地基地的支援掩护，因此经常要对陆发送信息，从而为对手知晓自己的信息。大西洋护航战中，盟军护航运输队严守无线电静默，随扈的护航航母完全依靠自己进行作战。而日本商船为了执行海军义务，要在每天的8点及20点发送联络、报告自己的正午位置，而盟军早在1943年即破译了日本的商船密码（海军暗号S）。战时担任美军潜艇部队参谋的艾德溫·萊頓海军少将对此评论道，“1943年初以来，我门破译了他们的海军作战密码，包括了日本商船使用的密码。……我们解读了这种密码，就能从日本商船队每天报告的航线以及正午位置进行推算。商船船长每天很有规律地在8点和20点发送报告。我们能正确得知敌人商船队的航向和位置，是我们的潜艇战得以成功的重要因素，到1944年底，我们已经实质上切断了日本帝国分散的海上生命线。”
还有一个因素就是在1944年，亦即日军特设航母大量损失的时间段，此时盟军已经大量运用装备有低压飞机弹射器的护航航母，实现了对納粹德國海軍U型潜艇所采用的狼群戰術的有效压制。而海护总队的特设航母上却缺乏弹射器或者火箭推进器之类的快速起飞手段，也没有对此特别进行钻研，面对着模仿德军同样采用狼群战术的美军潜艇束手无策。日军自己组织了一批比较优秀、航速达20节以上的快速运输船组成比号船队，其中在比74船队遭到美军潜艇袭击、并损失航母云鹰后，总结的战斗报告中，居然明言“航母和船队以同等速度运动最为不可行”，还提议让航母和低速运输船队一同行驶才是“真正有效”的做法云云。为了补充战力而下订的特TL型护航航母的建造过程延宕时日，加油舰速吸虽安装了火药式弹射器却毫无建树，就在比71船队的毁灭性打击中与大鹰同葬鱼腹。
日本海军在战争中后期装备了松型驱逐舰、丙型海防艦、第二十八号型駆潜艇等巡防舰和护卫舰，却一直没有装备类似盟军的刺蝟砲之类的反潜武器，只有第一次世界大战水准的深水炸弹而已。日军的雷达和水听器性能也差，远不及盟军水面护卫舰艇的性能。盟军使用雷达警戒舰和近炸引信，有效阻止了日军的空袭；反观日军自身电子设备性能落后、数量不足，再加上护航航母数量不足，严重影响了日军的防空作战能力，导致水面护卫舰艇一直到战败，都在单方面承受盟军的空中攻击。
日本陆、海军的地面监视体制也一直未能完善，東海反潛巡邏機要到1945年才能投入运用。为了弥补监视体系的漏洞，日军大量征用渔船作为特设哨戒船，却遭到美军的攻击大量损失。

## 编制

### 1937年12月1日，新组建时
| 海上护卫总司令部 | 海上护卫总司令部 | 海上护卫总司令部 | 海上护卫总司令部 | 海上护卫总司令部 | 海上护卫总司令部 |  |  | 第一海上護衛隊 | 第一海上護衛隊 | 第一海上護衛隊 | 第一海上護衛隊 | 第一海上護衛隊 | 第一海上護衛隊 |
| 海上护卫总司令部 | 海上护卫总司令部 | 海上护卫总司令部 | 海上护卫总司令部 | 海上护卫总司令部 | 海上护卫总司令部 |  |  | 第一海上護衛隊 | 第一海上護衛隊 | 第一海上護衛隊 | 第一海上護衛隊 | 第一海上護衛隊 | 第一海上護衛隊 |
|                  |                  |                  |                  |                  |                  |  |  | 第二海上護衛隊 |                |                |                |                |                |
|                  |                  |                  |                  |                  |                  |  |  |                |                |                |                |                |                |

| 海上护卫总部队 | 海上护卫总部队 | 海上护卫总部队 | 海上护卫总部队 | 海上护卫总部队 | 海上护卫总部队 |  |  | 海上护卫总司令部部队     | 海上护卫总司令部部队 | 海上护卫总司令部部队 | 海上护卫总司令部部队 | 海上护卫总司令部部队 | 海上护卫总司令部部队 |  |  | 第一海上護衛隊 | 第一海上護衛隊 | 第一海上護衛隊 | 第一海上護衛隊 | 第一海上護衛隊 | 第一海上護衛隊 |
| 海上护卫总部队 | 海上护卫总部队 | 海上护卫总部队 | 海上护卫总部队 | 海上护卫总部队 | 海上护卫总部队 |  |  | 海上护卫总司令部部队     | 海上护卫总司令部部队 | 海上护卫总司令部部队 | 海上护卫总司令部部队 | 海上护卫总司令部部队 | 海上护卫总司令部部队 |  |  | 第一海上護衛隊 | 第一海上護衛隊 | 第一海上護衛隊 | 第一海上護衛隊 | 第一海上護衛隊 | 第一海上護衛隊 |
|                |                |                |                |                |                |  |  |                          |                      |                      |                      |                      |                      |  |  | 第二海上護衛隊 |                |                |                |                |                |
|                |                |                |                |                |                |  |  |                          |                      |                      |                      |                      |                      |  |  |                |                |                |                |                |                |
|                |                |                |                |                |                |  |  | 横須賀鎮守府海上護衛部隊 |                      |                      |                      |                      |                      |  |  |                |                |                |                |                |                |
|                |                |                |                |                |                |  |  |                          |                      |                      |                      |                      |                      |  |  |                |                |                |                |                |                |
|                |                |                |                |                |                |  |  | 吴鎮守府海上護衛部隊     |                      |                      |                      |                      |                      |  |  |                |                |                |                |                |                |
|                |                |                |                |                |                |  |  |                          |                      |                      |                      |                      |                      |  |  |                |                |                |                |                |                |
|                |                |                |                |                |                |  |  | 佐世保鎮守府海上護衛部隊 |                      |                      |                      |                      |                      |  |  |                |                |                |                |                |                |
|                |                |                |                |                |                |  |  |                          |                      |                      |                      |                      |                      |  |  |                |                |                |                |                |                |
|                |                |                |                |                |                |  |  | 舞鶴鎮守府海上護衛部隊   |                      |                      |                      |                      |                      |  |  |                |                |                |                |                |                |
|                |                |                |                |                |                |  |  |                          |                      |                      |                      |                      |                      |  |  |                |                |                |                |                |                |
|                |                |                |                |                |                |  |  | 大阪警備府海上護衛部隊   |                      |                      |                      |                      |                      |  |  |                |                |                |                |                |                |
|                |                |                |                |                |                |  |  |                          |                      |                      |                      |                      |                      |  |  |                |                |                |                |                |                |
|                |                |                |                |                |                |  |  | 大凑警备府海上護衛部隊   |                      |                      |                      |                      |                      |  |  |                |                |                |                |                |                |
|                |                |                |                |                |                |  |  |                          |                      |                      |                      |                      |                      |  |  |                |                |                |                |                |                |
|                |                |                |                |                |                |  |  | 镇海警备府海上護衛部隊   |                      |                      |                      |                      |                      |  |  |                |                |                |                |                |                |
|                |                |                |                |                |                |  |  |                          |                      |                      |                      |                      |                      |  |  |                |                |                |                |                |                |
|                |                |                |                |                |                |  |  | 高雄警備府海上護衛部隊   |                      |                      |                      |                      |                      |  |  |                |                |                |                |                |                |
|                |                |                |                |                |                |  |  |                          |                      |                      |                      |                      |                      |  |  |                |                |                |                |                |                |

### 1944年4月1日，战时编制制度改定
- 直属：第18战队：常磐、高荣丸（日语：高栄丸）、西贡丸（日语：西貢丸 (特設巡洋艦)）、新興丸
  - 大鹰、雲鹰、海鹰、神鹰
  - 香椎
  - 第453海軍航空隊
  - 第901海军航空队（日语：第九〇一海軍航空隊）
  - 第931海军航空队（日语：第九三一海軍航空隊）
- 第一海上護衛隊
- 第二海上護衛隊

### 1944年8月15日，菲律賓海海戰后
- 直属：第18战队：常磐、高荣丸、西贡丸、新興丸
  - 大鹰、雲鹰、海鹰、神鹰
  - 香椎
  - 第453海軍航空隊
  - 第901海军航空队
  - 第931海军航空队
- 第一海上护卫队
  - 第1护卫船团司令部
  - 第2护卫船团司令部
  - 第3护卫船团司令部
  - 第4护卫船团司令部
  - 第5护卫船团司令部
  - 第6护卫船团司令部
  - 第7护卫船团司令部
  - 第8护卫船团司令部

### 1945年3月1日，菊水作戰前
- 直属：第18战队：常磐、高荣丸、长白山丸
- 第一护卫舰队
  - 第101战队
  - 第102战队
  - 第103战队
  - 第8护卫船团司令部
  - 第901海军航空队
  - 第936海军航空队（日语：第四十航空隊）
- 附属：波106（日语：波号第百六潜水艦）

### 1945年6月1日，战败前夕
- 直属：第901海军航空队
- 第一护卫舰队
  - 第102战队
  - 第103战队

## 历任司令长官
1. 及川古志郎 大将：1943年（昭和18年）11月15日 - 1944年（昭和19年）8月2日[24]
2. （兼）野村直邦（日语：野村直邦） 海军大将：1944年8月2日[24] - 1944年9月15日[25] （本職：横須賀鎮守府司令長官）
3. 野村直邦 大将：1944年9月15日[25] - 1945年（昭和20年）5月1日[26]
4. （兼）丰田副武 海军大将：1945年5月1日[26] - 1945年5月29日[27] （本職：海军总司令长官）
5. （兼）小泽治三郎 海军中将：1945年5月29日[27] - 1945年8月25日[28] （本職：海军总司令长官）

## 历任参谋长
1. 島本久五郎（日语：島本久五郎） 海军少将：1943年11月15日[29] - 1944年2月23日[30]
2. 岸福治（日语：岸福治） 海军中将：1944年2月23日[30] - 1944年11月4日[31]（此後直至1944年12月11日位置，参谋长一职空置）
3. 西尾秀彦（日语：西尾秀彦） 海军中将：1944年12月11日[32] - 1945年8月25日[28]